# الاتصالات السلكية واللاسلكية في البحرين
بدأت الاتصالات السلكية واللاسلكية في البحرين رسميا في عام 1981 عندما أسست الحكومة البحرينية شركة البحرين للاتصالات السلكية واللاسلكية. منذ ذلك الحين دخلت شركات أخرى مثل زين وفيفا قطاع الاتصالات.

## التاريخ
عندما تأسست شركة الاتصالات السلكية واللاسلكية الأولى في البحرين بتلكو في عام 1981 كانت البحرين بالفعل تمتلك 45627 خط هاتف قيد الاستخدام. بحلول عام 1982 بلغ عدد 50 ألف خط هاتف. في عام 1985 تم تثبيت أول كابل ألياف بصرية في البلاد. احتكرت بتلكو قطاع الاتصالات على مدى العقدين المقبلين. بحلول عام 1999 كان لدى الشركة حوالي 100,000 عقد هاتف نقال.
في عام 2002 وتحت ضغط من الهيئات الدولية نفذت البحرين قانون الاتصالات والتي تضمن إنشاء هيئة تنظيم الاتصالات المستقلة. في عام 2003 كسر احتكار بتلكو على القطاع عندما منحت الهيئة ترخيصا لشركة زين. في يناير 2010 بدأت فيفا (إحدى الشركات التابعة لشركة الاتصالات السعودية) عملياتها في البحرين.

## الخدمات الهاتفية
الهواتف - الخطوط الرئيسية المستخدمة: 194200 (2006)

الترتيب العالمي: 124
الهواتف - الهواتف المحمولة: 1,116,000 (2007)

الترتيب العالمي: 132
نظام الهاتف:
- التقييم العام: النظام الحديث.
- المحلي: خدمات ألياف بصرية حديثة متكاملة؛ الشبكة الرقمية المستخدمة في ازدياد بسرعة من الهواتف المحمولة.
- الدولي: رمز البلد - 973. نقطة الهبوط لليف البصري حول العالم في كبل اتصالات بحري الذي يوفر وصلات إلى آسيا والشرق الأوسط وأوروبا والولايات المتحدة؛ مبعثر التروبوسفير إلى قطر والإمارات العربية المتحدة؛ الإذاعة التتابعية الميكروويف إلى المملكة العربية السعودية؛ المحطة الأرضية الفضائية - 1 (2007).

## البث الإذاعي
محطات البث الإذاعي: أيه إم 2 وأيه إم 3 وموجة قصيرة 0 (1998).

## البث التلفزيوني
محطات البث التلفزيوني: 4 (1997).

## خدمة الإنترنت
رمز إنترنت البلد: .bh
مضيفو الإنترنت: 2,621 (2008)

الترتيب العالمي: 135
مستخدمي الإنترنت: 250,000 (2007)

الترتيب العالمي: 124